# Chico Xavier
Chico Xavier (eigentlich: Francisco Cândido Xavier; * 2. April 1910 in Pedro Leopoldo, Minas Gerais; † 30. Juni 2002 in Uberaba, Minas Gerais) war ein brasilianisches Medium.

## Bedeutung für den brasilianischen Spiritismus
Chico Xavier gab an, schon in seiner Kindheit Kontakt zu Geistern gehabt zu haben. Nachdem er mit den Lehren Allan Kardecs in Berührung gekommen war, veröffentlichte Chico Xavier zahlreiche Bücher, deren Inhalt ihm angeblich von Geistern eingegeben wurde (Psychographie). Der Verkaufserlös der Bücher wurde karitativen Organisationen gespendet, was zu einer großen Popularität des Mediums führte. Durch zahlreiche Radio- und Fernsehauftritte trug er maßgeblich zur Verbreitung des Spiritismus in Brasilien bei. Man schätzt die Zahl der Anhänger des Spiritismus (nach Allan Kardec) in Brasilien auf 4,6 Millionen. International bekannt wurde Chico Xavier 1979, als im Prozess gegen einen jungen Mann in Goiânia, dem der Mord an einem Freund vorgeworfen wurde, eine von Chico Xavier psychographierte Nachricht des Toten als Beweismittel vom Gericht angenommen wurde und der Angeklagte daraufhin freigesprochen wurde.
Chico Xavier starb am 30. Juni 2002, als Brasilien die Fußballweltmeisterschaft gewann. Er hatte zuvor erklärt, an einem Tag der Freude sterben zu wollen. Noch heute zählt er zu den populärsten Brasilianern des 20. Jahrhunderts.

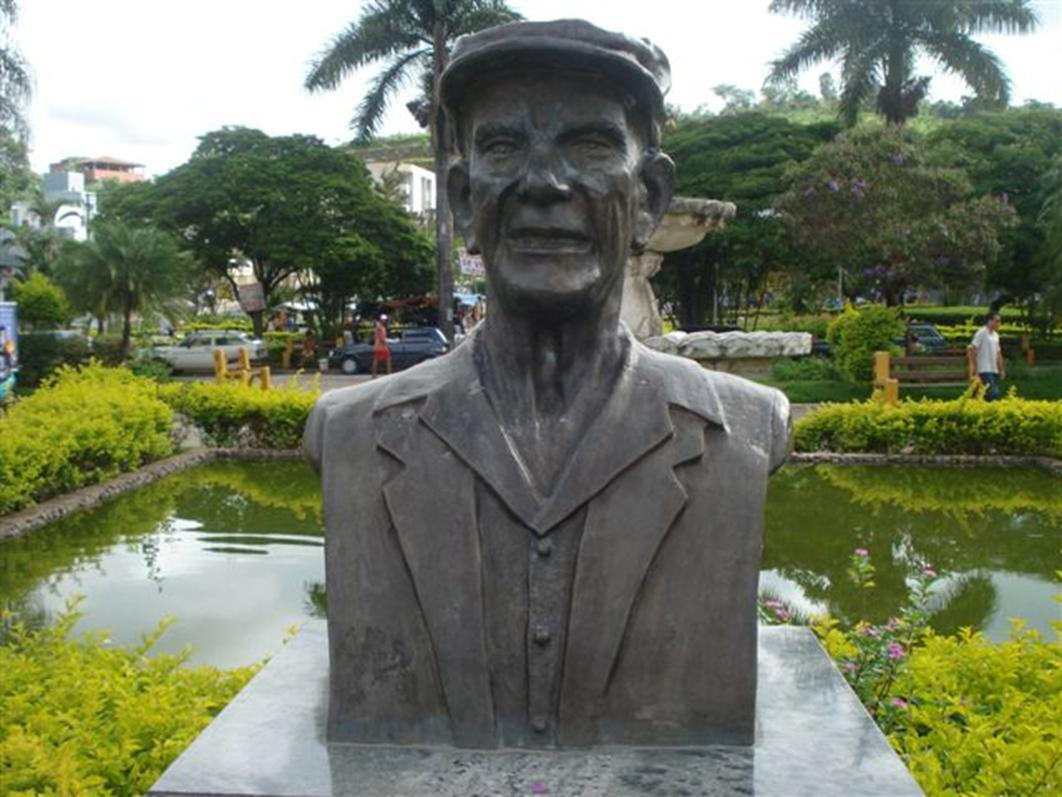
Büste von Chico Xavier in Pedro Leopoldo

## Werke auf Deutsch
- Unser Heim. Das Leben in der spirituellen Welt (Nosso Lar) diktiert vom Geistwesen André  Luiz – ISBN 978-85-98161-37-2

- Die Boten (Os Mensageiros) diktiert vom Geistwesen André Luiz – ISBN 978-85-7945-020-4

- Missionare des Lichts diktiert vom Geistwesen André Luiz (Missionários da Luz) – ISBN 978-3-905966-01-5

- Arbeiter des ewigen Lebens diktiert vom Geistwesen André Luiz (Obreiros da Vida Eterna) – ISBN 978-3-905966-22-0

- In der grösseren Welt diktiert vom Geistwesen André Luiz (No Mundo Maior) – ISBN 978-3-905966-29-9

- Im Bereich der Medialität diktiert vom Geistwesen André Luiz (Nos Domínios da Mediunidade) – ISBN 978-3-905966-24-4

- Befreiung diktiert vom Geistwesen André Luiz (Libertação) ISBN 978-3-905966-37-4

- Lebendige Quelle diktiert vom Geistwesen Emmanuel (Fonte Vida) ISBN 978-3-905966-30-5

## Werke auf Portugiesisch
Dies ist eine unvollständige Liste der von Chico Xavier psychographierten Bücher, die in Brasilien nach wie vor von Einfluss auf die spiritistische Bewegung sind. Insgesamt verfasste Chico Xavier über 400 Werke.
- A Caminho da Luz
- Ação e Reação
- Ave Cristo
- Cartas de uma Morta
- Cinquenta Anos Depois
- Crianças no Além
- Desobsessão
- E a Vida Continua
- Entre Dois Mundos
- Evolução em Dois Mundos
- Há 2000 Anos
- Jesus no Lar
- Libertação
- Livro da Esperança
- Mecanismos da Mediunidade
- Missionários da Luz
- No Mundo Maior
- Nos Domínios da Mediunidade
- Nosso Lar
- O Consolador
- O Pão Nosso
- Os Mensageiros
- Parnaso de Além-Túmulo
- Paulo e Estevão
- Renuncia

## Filme
Am 2. April 2010, als Chico Xavier 100 Jahre alt geworden wäre, wurde „Chico Xavier – Der Film“
in Brasilien vorgeführt. Der Film basiert auf der Biografie As Vidas de Chico Xavier des Journalisten Marcel Souto Maior. Die Regie führte Daniel Filho. Chico Xavier wurde von den Schauspielern Matheus Costa, Ângelo Antônio und Nelson Xavier dargestellt. Der Film zeigte sein Leben in drei Phasen: von 1918 bis 1922, von 1931 bis 1959 und von 1969 bis 1975. In der 3. Woche besuchten schon über 2 Millionen den Film. 2010 erschien außerdem der Film Astral City – Unser Heim, der auf dem Buch Nosso Lar von Chico Xavier basiert und das Geistwesen André Luiz behandelt. Regie führte Wagner de Assis, Hauptdarsteller waren Renato Prieto, Fernando Alves Pinto und Rosanne Mulholland.